# Histoire de Gibraltar

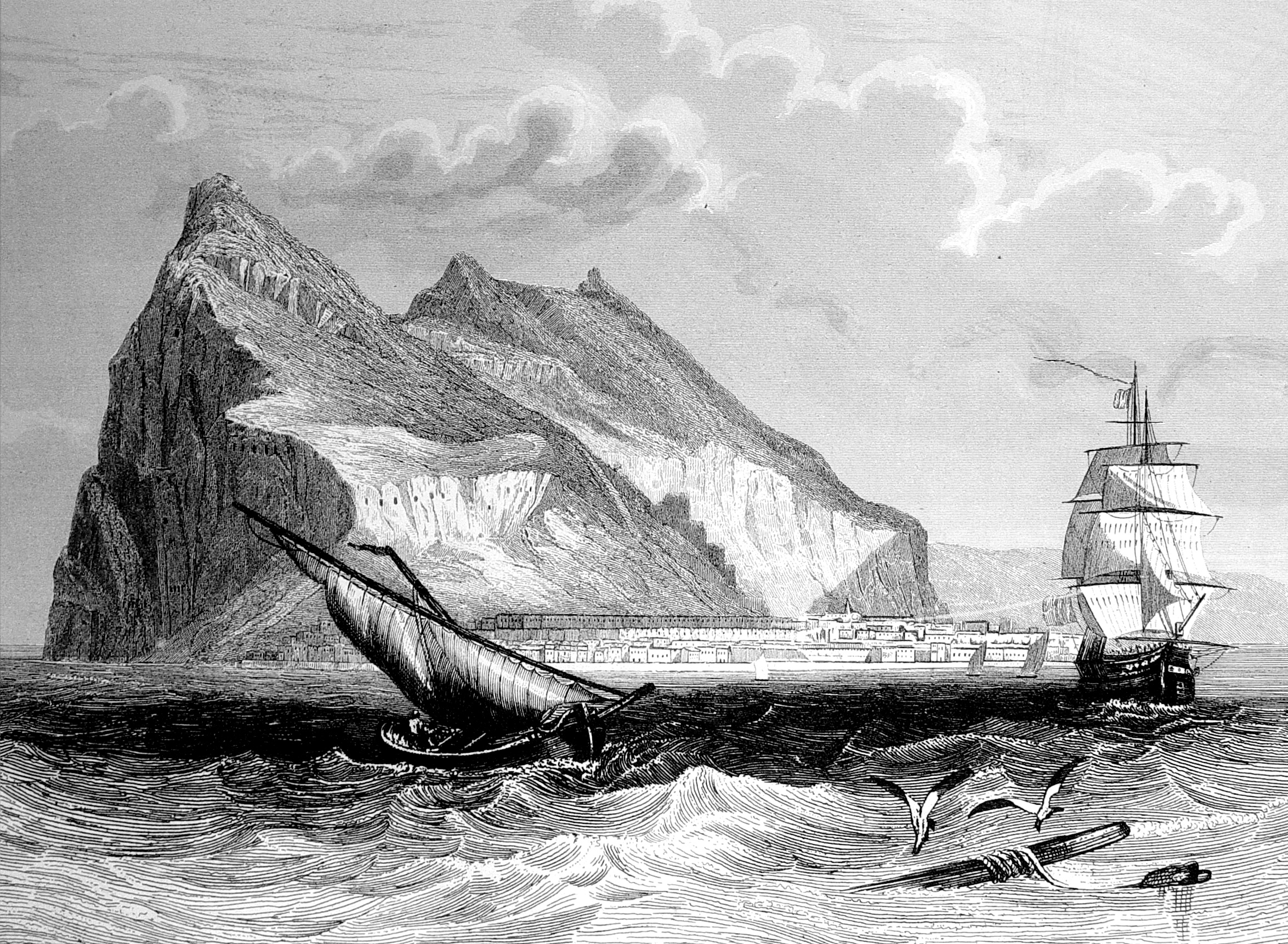
Vue de Gibraltar depuis le nord en 1852.

L'histoire de Gibraltar remonte à la Préhistoire : l'un des premiers crânes d'homme de Néandertal est découvert sur le rocher de Gibraltar en 1848. Les Phéniciens y fondent une colonie vers 950 av. J.-C., suivis par les Carthaginois, puis par les Romains.
C'est à Gibraltar que commence la conquête musulmane de la péninsule Ibérique : Tariq ibn Ziyad y débarque en 711 et laisse son nom au rocher, Djebel al-Tariq (« la montagne de Tariq »), devenu au fil du temps Gibraltar. Disputé entre Castillans catholiques et musulmans de Grenade et du Maroc au XVe siècle, il est définitivement conquis par les premiers sous le règne d'Henri IV de Castille en 1462.
Le rocher tombe aux mains d'une flotte anglo-néerlandaise en 1704, durant la guerre de Succession d'Espagne. Les traités d'Utrecht de 1713 le cèdent au royaume de Grande-Bretagne. Par la suite, l'Espagne tente à plusieurs reprises de reprendre Gibraltar, notamment lors du Grand Siège de 1779-1783, mais ne parvient pas à en déloger les Britanniques.
Au XIXe siècle, sous l'Empire britannique, la base navale de la Royal Navy installée à Gibraltar est l'un des sites stratégiques permettant à la flotte britannique d'asseoir sa suprématie navale en Méditerranée. Jusqu'à ce jour, Gibraltar reste un sujet de discorde entre les Britanniques et les Espagnols.

## Préhistoire et Antiquité (jusqu'en 711)

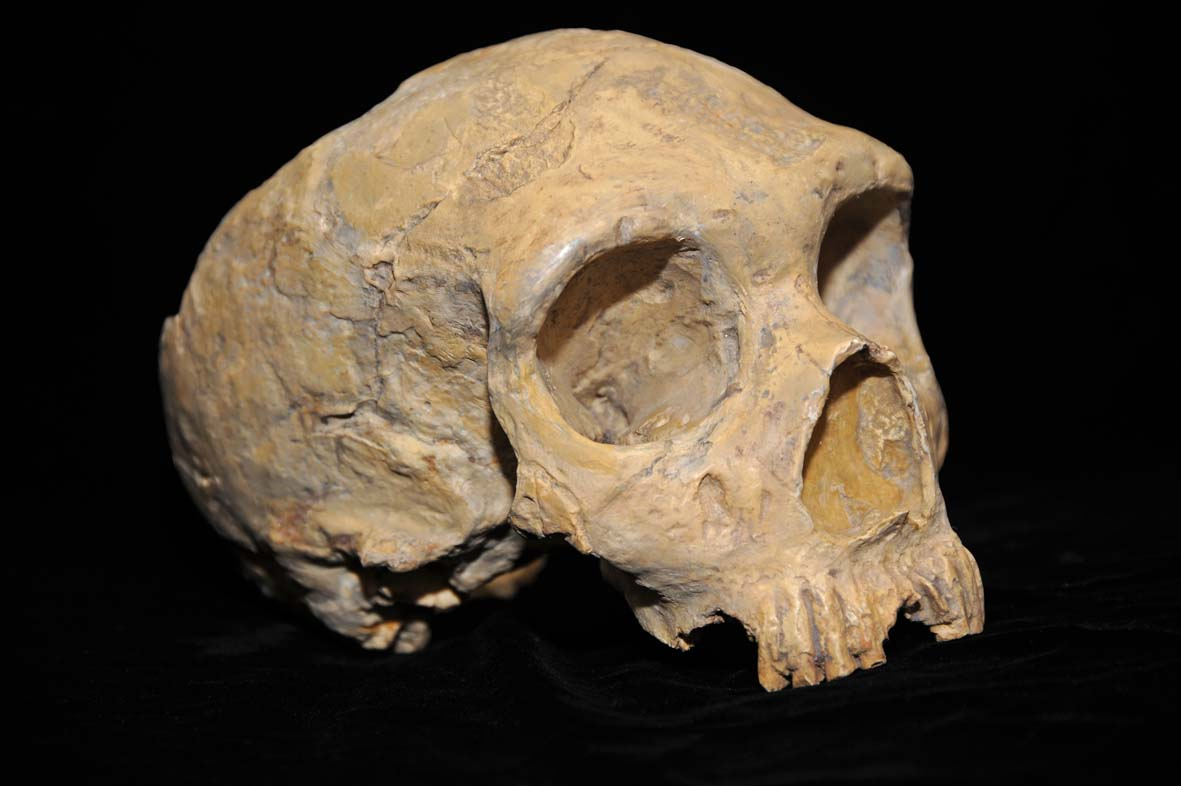
Le crâne d'homme de Néandertal découvert à Gibraltar en 1848.

Des restes d'hommes de Néandertal ont été retrouvés dans des cavernes autour du rocher de Gibraltar : en 1848, le premier crâne de Néandertalien adulte est découvert à Forbes' Quarry, sur le versant nord du rocher. Sa datation reste incertaine, mais il pourrait remonter au début de la glaciation de Würm, à environ 100 000 BP.
D'autres restes ont été découverts dans les grottes d'Ibex, de Vanguard et de Gorham, sur le versant oriental du rocher. En particulier, des excavations dans la grotte de Gorham ont révélé des traces d'occupation néandertaliennes remontant à 28 000-24 000 BP, soit bien après leur date d'extinction supposée dans le reste de l'Europe. Après la disparition de Néandertal, Homo sapiens continue à occuper les grottes de Gibraltar : des outils en pierre, des foyers et des ossements animaux datant de 40 000 à 5 000 BP ont été découverts dans les dépôts de la grotte de Gorham.

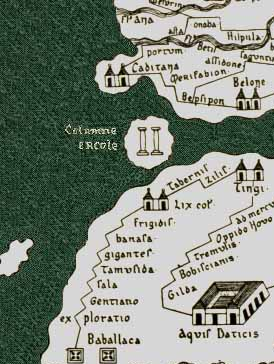
Les colonnes d'Hercule sur la Table de Peutinger.

Durant l'Antiquité, Gibraltar est appelé Mons Calpe, un nom peut-être dérivé du phénicien kalph « creux » en référence aux cavernes du rocher. Les peuples de la Méditerranée lui attribuent une importance religieuse et symbolique certaine : les Phéniciens rendent un culte aux genius loci dans la grotte de Gorham, comme les Carthaginois et les Romains après eux. Les fouilles archéologiques pratiquées dans la grotte ont permis de découvrir des poteries, des bijoux et des scarabées égyptiens laissés en offrande aux dieux, probablement pour s'assurer une traversée sûre des eaux dangereuses au large de Gibraltar. D'après l'explorateur allemand Dr Oskar Lenz, le rocher de Gibraltar ainsi que celui qui lui fait face de Ceuta étaient nommés par les phéniciens "les colonnes de Melkart", dieu national de la Phénicie, dieu du bienfaisant soleil et protecteur des gens de mer et des colonies lointaines. C'était une habitude phénicienne de désigner sous le nom de "portes" ou de "colonnes" les caps isolés qui servaient de points de repères à la navigation et de limites aux différentes mers, et que pendant longtemps nul n'osa dépasser.
Les Grecs et les Romains considèrent le rocher comme l'une des deux colonnes d'Hercule, créées par le demi-dieu durant le dixième de ses Douze Travaux pour relier l'Atlantique et la Méditerranée. Au VIe siècle av. J.-C., il abrite des temples et des autels dédiés à Héraclès, où les voyageurs s'arrêtent pour procéder à des sacrifices. Cependant, il n'existe aucune trace archéologique d'une colonie permanente sur le site : le voyageur grec Euctémon explique que les visiteurs ne s'éternisent pas à Gibraltar « car y rester était sacrilège ». D'autres raisons plus terre-à-terre expliquent cette situation : l'absence d'eau potable, de sol fertile, de bois de chauffe et de port naturel. À l'époque, le rocher n'est pas encore un point d'appui stratégiquement important.
Aussi, les colons de l'Antiquité ne s'installent pas sur la péninsule de Gibraltar, mais un peu plus au nord, dans l'actuel Campo.
Vers 950 av. J.-C., les Phéniciens fondent une colonie à Carteia, l'actuelle San Roque, sur l'emplacement d'un ancien établissement des Turdétans, les autochtones ibères. Les Carthaginois prennent le contrôle de la ville vers 228, et les Romains s'en emparent en 206. Carteia constitue ensuite la base occidentale de Pompée durant sa campagne contre les pirates de la Méditerranée en 67. Elle semble avoir été abandonnée après que les Vandales l'ont pillée en 409 ap. J.-C., durant leur traversée de l'Hispanie. Durant les trois siècles qui suivent, la péninsule Ibérique est dominée par le royaume wisigoth.

## Gibraltar musulmane (711-1462)
Après un premier raid en 710, une armée à dominante berbère menée par Tariq ibn Ziyad traverse le détroit en avril 711 et débarque dans la région de Gibraltar, mais probablement pas sur le rocher même ou dans la baie,. L'expédition de Tariq est un franc succès, qui permet la destruction du royaume wisigoth et la conquête de la majeure partie de la péninsule Ibérique, mais lui-même finit sa carrière disgracié. Il laisse néanmoins son nom au rocher : le Mons Calpe devient Djebel al-Tariq, la montagne de Tariq, déformé par la suite en Gibraltar.
Gibraltar est fortifiée pour la première fois par le calife almohade Abd al-Mumin en 1160, en réaction à la menace des flottes des rois chrétiens d'Aragon et de Castille. Gibraltar est rebaptisée Djebel al-Fath, « montagne de la Victoire », et une ville fortifiée nommée Medinat al-Fath, « cité de la Victoire », est édifiée au sommet du Rocher. Les traces archéologiques de cette ville sont rares, et il est difficile d'estimer son étendue exacte.
Les défenses de Gibraltar sont mises à l'épreuve pour la première fois en 1309. Cette année-là, Ferdinand IV de Castille et Jacques II d'Aragon s'allient contre l'émirat de Grenade, avec pour objectifs Almería à l'est et Algésiras à l'ouest. En juillet, les Castillans mettent le siège devant Algésiras et Gibraltar. Cette dernière abrite alors une population modeste d'environ 1 200 âmes. Son château et ses fortifications rudimentaires ne font pas le poids, et les défenseurs de Gibraltar se rendent au bout d'un mois. Ferdinand abandonne le siège d'Algésiras quelques mois plus tard, mais conserve Gibraltar. Il repeuple la ville de chrétiens et ordonne la construction d'un château et d'un chantier naval pour renforcer l'emprise castillane. Pour encourager ses sujets à s'y installer, il accorde des privilèges aux habitants de Gibraltar par lettre patente.

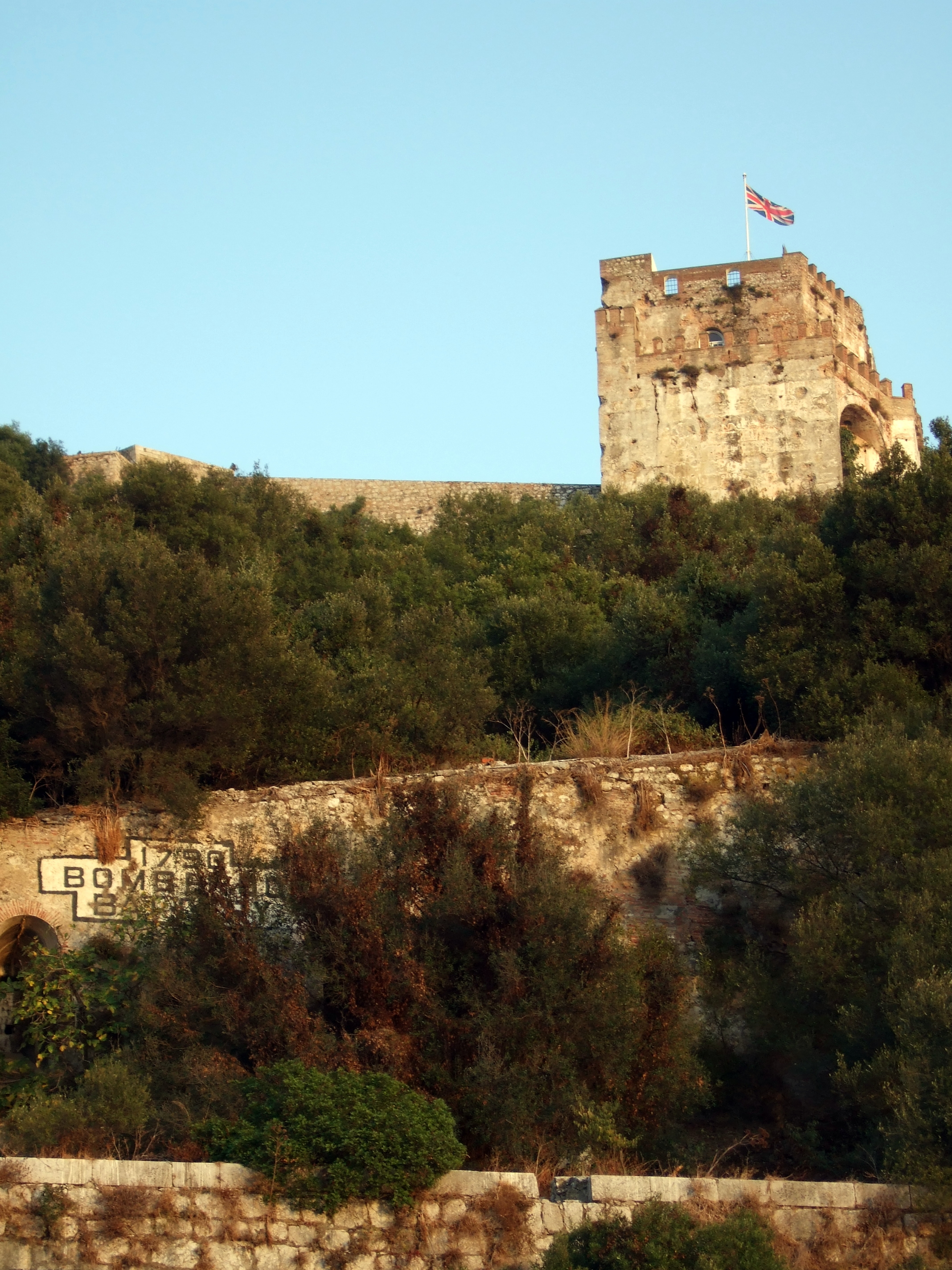
La tour de l'Hommage, dernier vestige du château maure du XIVe siècle.

En 1315, une tentative mauresque de reprendre Gibraltar est déjouée par des renforts castillans. Le répit est bref : dix-huit années plus tard, en 1333, l'émir de Grenade Mohammed IV et le sultan de Fès Abu al-Hasan ben Uthman s'allient et mettent le siège devant Gibraltar. Cette fois-ci, le roi de Castille Alphonse XI doit faire face à des menaces de rébellions au sein de son royaume et ne peut envoyer de renforts rapidement. Ces derniers n'arrivent à Gibraltar qu'en juin 1333, pour découvrir que la ville, en proie à la famine, s'est déjà rendue aux assiégeants. Les Castillans ne parviennent pas à percer les défenses mauresques, et les adversaires acceptent une trêve en échange de concessions mutuelles.
Abu al-Hasan relève les fortifications de Gibraltar en prévision de la guerre suivante, qui éclate en 1339. Ses forces subissent une défaite écrasante à la bataille de Tarifa en octobre 1340 et battent en retraite vers Algésiras. Après deux années de siège, les Castillans obligent la cité à se rendre, mais Gibraltar reste aux mains de leurs adversaires. Après la mort d'Abu al-Hasan, Alphonse XI vient mettre le siège devant la ville, mais son armée est décimée par la peste noire de 1350, et lui-même est emporté par la maladie.
En 1374, Gibraltar passe à l'émirat de Grenade, probablement pour son soutien dans l'écrasement de rébellions au Maroc. La garnison de Gibraltar se révolte contre les Nasrides en 1410, mais la ville retombe entre leurs mains l'année suivante après un bref siège. Elle sert par la suite de base de départ pour des attaques en territoire chrétien, ce qui incite le comte de Niebla Enrique de Guzmán (es) à venir assiéger la ville en 1436. Cette offensive se solde par un désastre : elle est repoussée avec de lourdes pertes pour les chrétiens, et Enrique lui-même se noie en tentant de fuir. Son cadavre décapité est exposé sur les murailles de Gibraltar pendant vingt-deux années.
1462 marque la fin de la période mauresque de l'histoire de Gibraltar. Cette année-là, une petite armée castillane conduite par le duc de Medina Sidonia Juan Alonso (es) attaque par surprise la ville, alors que ses principaux chefs rendent hommage au nouvel émir de Grenade. La garnison se rend après un bref assaut castillan qui inflige de lourdes pertes aux défenseurs.

## Gibraltar espagnole (1462-1704)

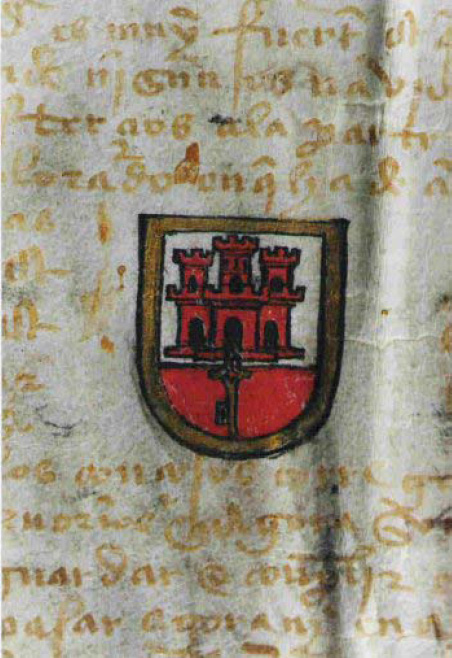
Les armoiries accordées à Gibraltar en 1502.

Peu après la conquête, le roi Henri IV de Castille déclare Gibraltar terre de la couronne et rétablit les privilèges accordés par Ferdinand IV. Il visite la ville en 1463, mais le clergé et la noblesse du royaume le renversent quatre ans plus tard. Il est remplacé par son demi-frère Alphonse, qui récompense la loyauté de Medina Sidona en lui accordant la seigneurie de Gibraltar. Cependant, le gouverneur de la ville, fidèle à Henri IV, refuse de la lui remettre. Medina Sidonia ne peut entrer dans Gibraltar qu'en juillet 1467, après un siège de quinze mois. Il meurt l'année suivante, mais Henri IV, restauré sur le trône, confirme son fils Enrique (es) dans sa seigneurie de Gibraltar en 1469. En 1478, la reine Isabelle Ire lui octroie le titre de marquis de Gibraltar.
L'émirat de Grenade disparaît après la prise de Grenade par les rois catholiques, le 2 janvier 1492. Quelques mois plus tard, Gibraltar perd sa population juive à la suite du décret de l'Alhambra qui ordonne l'expulsion des Juifs d'Espagne avant le 31 juillet. La ville sert de base à Medina Sidonia pour s'emparer de Melilla en 1497. Deux ans plus tard, les derniers Maures de Grenade sont contraints à la conversion ou à l'exil ; ceux qui choisissent de partir sont évacués par Gibraltar.
Gibraltar retourne à la Couronne en 1501, sur ordre d'Isabelle, et reçoit de nouvelles armoiries l'année suivante pour remplacer celles de Medina Sidonia. Le brevet royal souligne l'importance de Gibraltar, « la clef entre nos royaumes des mers Orientale et Occidentale [la Méditerranée et l'Atlantique] », et cette métaphore figure sur les armoiries à travers la clef suspendue à la porte du château.
Gibraltar connaît alors une période de déclin : la fin de l'implantation musulmane en Espagne a nettement diminué son importance stratégique. Il conserve une importance économique relative pour la vigne ou la pêche du thon, mais n'a plus grand intérêt comme forteresse. Marbella le remplace comme principal port espagnol de la région. Son environnement peu hospitalier fait de Gibraltar une prison de facto pour les renégats chrétiens et les prisonniers de guerre musulmans.
En 1506, après la mort d'Isabelle, le duc de Medina Sidonia vient assiéger la ville, espérant obtenir facilement sa reddition. Cependant, Gibraltar lui résiste, et après quatre mois de blocus infructueux, il abandonne le terrain. La fidélité de la ville lui vaut le titre de « Très Loyale » de la part de la couronne espagnole.

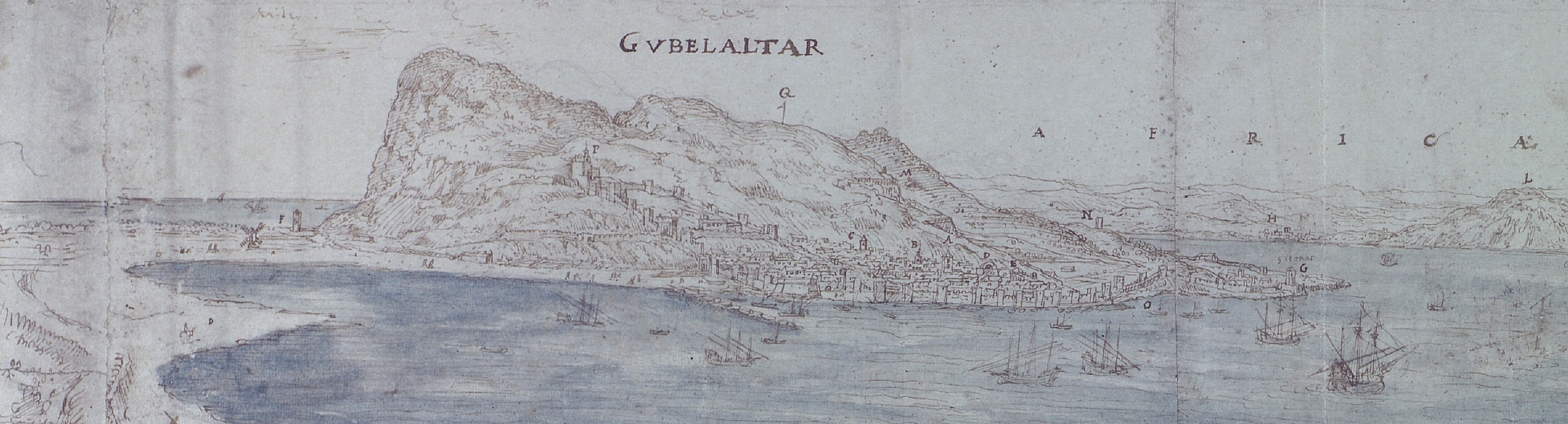
Détail du Panorama de la baie de Gibraltar par Antonis Van der Wyngaerde (1567), la plus ancienne représentation graphique connue du rocher de Gibraltar.

Gibraltar poursuit son déclin, et ses fortifications tombent en ruine. Les corsaires de la Côte des Barbaresques profitent de la situation en septembre 1540 : un coup de main sur Gibraltar leur permet de faire des centaines de prisonniers, qui deviennent otages ou esclaves. Bon nombre des captifs sont libérés par une flotte espagnole, qui intercepte les pirates tandis que ces derniers ramènent les otages rançonnés à Gibraltar. La couronne espagnole réagit à retardement en envoyant l'ingénieur italien Giovanni Battista Calvi renforcer les fortifications de Gibraltar en 1552.
Les alentours de Gibraltar continuent à être menacés par les corsaires durant les décennies qui suivent, et l'escadre de galions espagnols stationnée à Gibraltar s'avère d'une efficacité limitée pour lutter contre eux ; de nombreux habitants de la ville sont capturés et vendus comme esclaves. Les frères mendiants de l'Ordre de Notre-Dame-de-la-Merci fondent un monastère à Gibraltar en 1581 afin de réunir les fonds nécessaires à la libération des prisonniers des corsaires. La situation empire au début du XVIIe siècle, avec l'expulsion des Morisques d'Espagne. Sur les centaines de milliers de ces descendants de musulmans convertis au christianisme, bon nombre sont envoyés en Afrique du Nord via Gibraltar et rejoignent les flottes des corsaires, que ce soit comme esclaves chrétiens ou comme musulmans reconvertis.

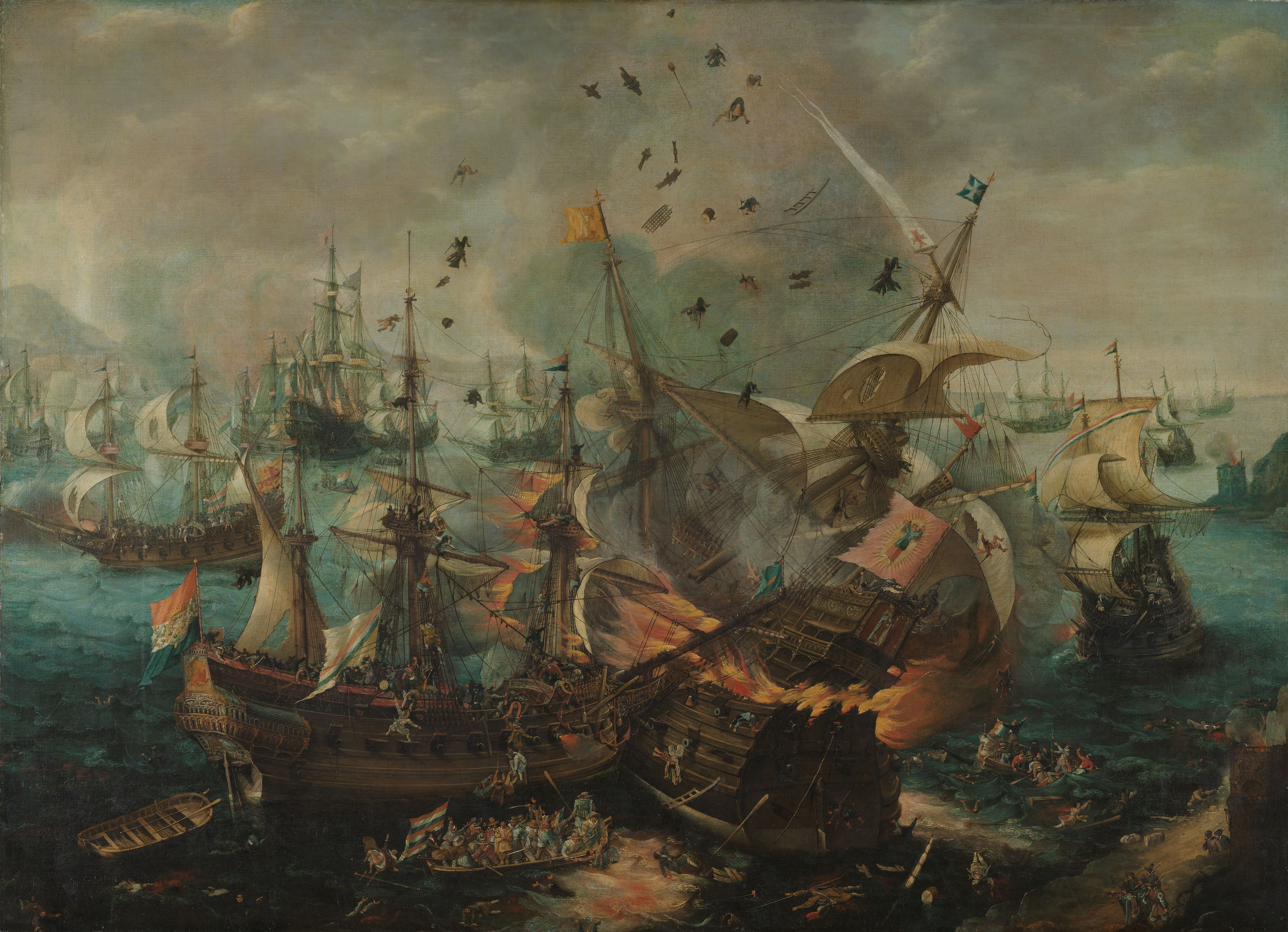
L'Explosion du navire amiral espagnol durant la bataille de Gibraltar par Cornelis Claesz van Wieringen (vers 1621).

Les ennemis de l'Espagne profitent également du déclin de Gibraltar. En 1607, durant la guerre de Quatre-Vingts Ans, l'amiral néerlandais Jacob van Heemskerk tend une embuscade à une flotte espagnole ancrée dans la baie de Gibraltar. Cette bataille se solde par une victoire écrasante pour Heemskerk : les Espagnols perdent tous leurs navires et plus de trois mille hommes. Après une Trêve de douze ans, le conflit reprend en 1621, et une flotte commerciale dano-néerlandaise est interceptée par les Espagnols dans le détroit de Gibraltar. Cette fois-ci, les Néerlandais perdent plusieurs navires, mais la majeure partie de leur flotte parvient à traverser le détroit.
En 1620, l'Espagne permet à une flotte anglaise d'utiliser le port de Gibraltar comme base d'opérations contre les corsaires barbaresques : c'est la première présence militaire anglaise sur le Rocher. Les Espagnols soupçonnent que les véritables ennemis des Anglais ne sont pas les Barbaresques, mais bien eux-mêmes ; néanmoins, le roi Jacques Ier d'Angleterre ne cède pas au Parlement et refuse de déclarer la guerre à l'Espagne. La flotte anglaise rentre au pays peu après.
Cinq ans plus tard, une nouvelle flotte anglaise arrive au large de l'Espagne. Elle a pour ordre de « prendre ou piller une ville » sur la côte. Gibraltar est envisagée : c'est une petite ville, aisément défendable et située sur un emplacement d'importance stratégique cruciale. Finalement, les Anglais attaquent Cadix, mais l'expédition tourne au fiasco et ne débouche sur rien.
La présence des ennemis de l'Espagne dans le détroit incite Philippe IV d'Espagne à renforcer les défenses de Gibraltar, avec la construction d'un nouveau môle et de plates-formes d'artillerie, bien que le manque d'artilleurs rende ces dernières peu utiles. Cependant, la ville reste surpeuplée et insalubre, une situation propice aux épidémies comme celle de 1649 (peste ou fièvre typhoïde), qui tue un quart de la population.
Des flottes anglaises retournent à Gibraltar en 1651-1652, puis en 1654-1655, comme alliées de l'Espagne contre les Français et les Néerlandais. Cependant, la guerre éclate entre l'Angleterre et l'Espagne en 1656, et Oliver Cromwell envoie en reconnaissance à Gibraltar une flotte de 49 vaisseaux de guerre, avec 10 000 hommes à leur bord. L'idée de prendre la ville intéresse Cromwell : « si nous la tenions, ne serait-elle pas à la fois un avantage pour notre commerce, et un souci pour les Espagnols ? » Cependant, faute d'une force de débarquement viable, les Anglais ne peuvent s'emparer de Gibraltar.

## La prise de Gibraltar (1704)

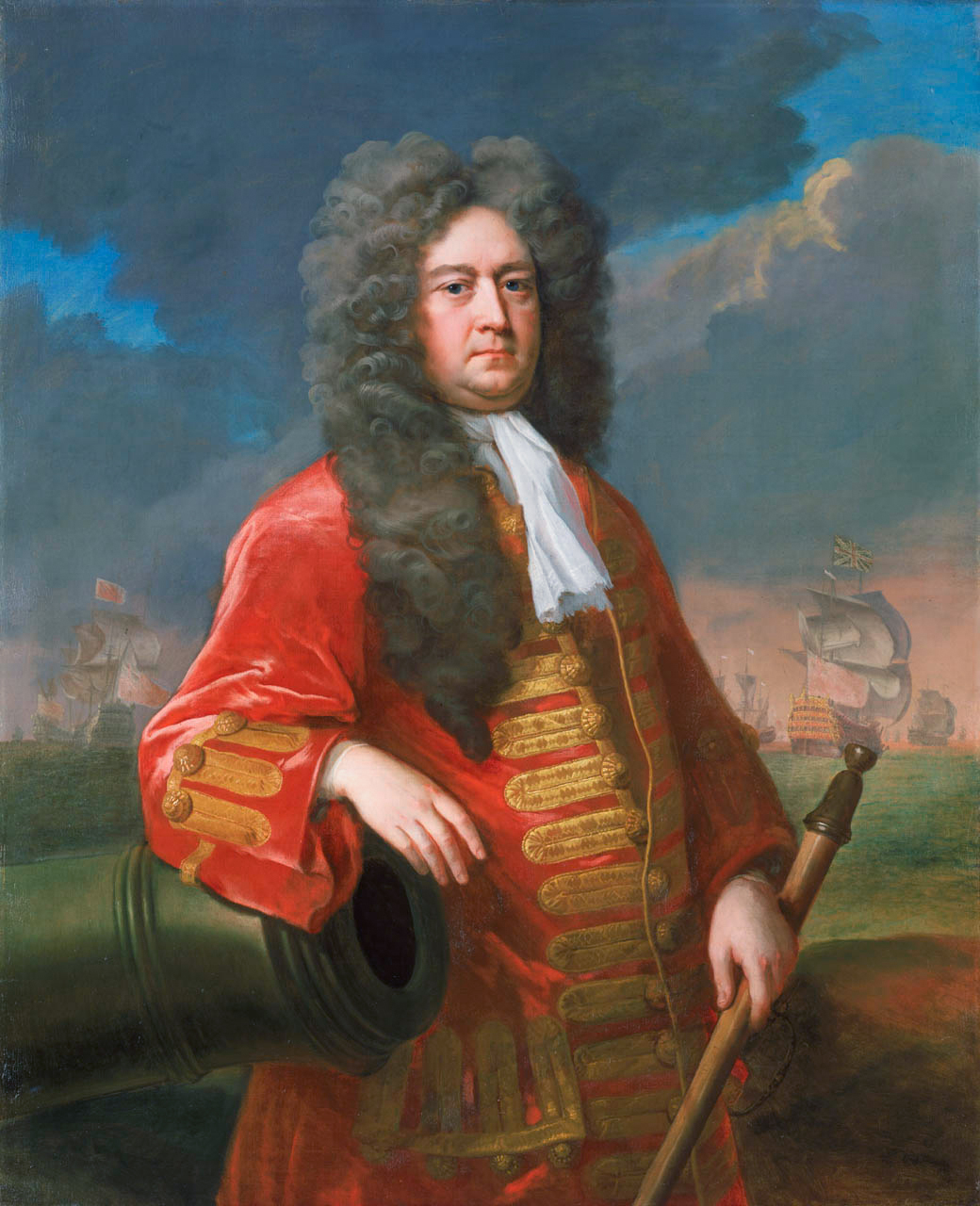
L'amiral George Rooke.

La succession du roi Charles II d'Espagne, mort en 1700, est disputée entre un prince français, Philippe d'Anjou, et l'archiduc Charles d'Autriche. La guerre de Succession d'Espagne éclate l'année suivante et oppose la France et l'Espagne de Philippe d'Anjou à une coalition européenne réunissant la Grande-Bretagne, les Provinces-Unies, le Portugal, l'Autriche et la plupart des princes du Saint-Empire.
En 1703, le duc de Marlborough conçoit un plan d'attaque : ses forces tomberont par surprise sur les Français et leurs alliés bavarois dans le bassin du Danube, tandis que l'amiral George Rooke se livrera à une offensive de diversion en mer Méditerranée. Rooke doit attaquer des villes côtières de France ou d'Espagne, le choix étant laissé à sa discrétion. À son arrivée dans la région, plusieurs cibles sont envisagées. Une tentative de soulever les habitants de Barcelone contre Philippe V échoue, et un projet d'attaque contre le port français de Toulon est finalement abandonné. Rooke choisit Gibraltar pour trois raisons : sa garnison est réduite, son intérêt stratégique pour l'effort de guerre est important et sa prise encouragera le Sud de l'Espagne à se révolter contre Philippe.
L'offensive, opération combinée entre les forces navales commandées par Rooke et des marins anglais et néerlandais commandés par Georges de Hesse-Darmstadt et le capitaine Whittaker du HMS Dorsetshire, débute le 1er août 1704. Après un bombardement naval intense le 2 août, les marins attaquent la ville par le sud et le nord. Les défenseurs bénéficient d'importantes réserves de nourriture et de munitions, mais le rapport de forces est nettement en leur défaveur. Leur position est intenable, et le gouverneur de la ville Diego de Salinas annonce sa reddition le matin du 4 août.
Le 24 août, une flotte française entre dans le détroit. La bataille qui s'ensuit cause de nombreux morts dans les deux camps, mais aucun navire n'est coulé. Les Français battent en retraite vers Toulon sans tenter d'attaquer Gibraltar. Une flotte franco-espagnole arrive devant le rocher au début du mois de septembre et entreprend les préparatifs d'un siège qui débute le 9 octobre. Environ 7 000 soldats français et espagnols sont opposés à 2 500 marins anglais et néerlandais et Espagnols fidèles à Charles. Des renforts anglo-néerlandais arrivent en décembre 1704 avec l'escadre de l'amiral John Leake. Le moral diminue dans le camp franco-espagnol, et Louis XIV envoie le maréchal de Tessé prendre la direction des opérations. Après un assaut repoussé avec de lourdes pertes, de Tessé lève le siège le 31 mars en fulminant contre « le manque de méthode et de préparation ».
En théorie possession de Charles d'Autriche, Gibraltar est en fait directement administrée par les Britanniques : le gouverneur John Shrimpton, un officier britannique, est nommé par Charles en 1705 sur le conseil de la reine Anne. Par la suite, cette dernière déclare Gibraltar port franc à la demande du sultan du Maroc. Shrimpton est remplacé en 1707 par le colonel Roger Elliot, puis en 1711 par le brigadier Thomas Stanwix, tous deux directement nommés par Londres. Stanwix reçoit l'ordre d'évacuer toutes les troupes étrangères de Gibraltar pour renforcer l'emprise britannique.
La guerre de Succession d'Espagne prend fin en 1713 avec les traités d'Utrecht. Philippe V est reconnu comme roi d'Espagne par ses adversaires au prix de diverses concessions, parmi lesquelles la cession de la ville, des fortifications et du port de Gibraltar (mais pas de l'arrière-pays) à la Grande-Bretagne. Les traités stipulent également que l'Espagne aurait la priorité si la Grande-Bretagne cherchait à se débarrasser de Gibraltar dans l'avenir.

## Gibraltar britannique (depuis 1704)
L'Espagne, par le traité d'Utrecht en 1713, reconnaît à la Grande-Bretagne la propriété (mais non la souveraineté) de Gibraltar.
Une tentative espagnole pour reprendre Gibraltar a lieu de 1779 à 1783, lorsque l'Espagne déclare la guerre au Royaume-Uni dans le cadre de son alliance avec la France au cours de la guerre d'indépendance américaine. Cette période, connue sous le nom de « Grand siège », dura 3 ans.
En 1805, une épidémie de fièvre jaune tue un tiers des Gibraltariens.
Pendant la guerre d'indépendance espagnole contre Napoléon, de 1809 à 1814, Gibraltar approvisionne la guérilla espagnole.
En août 1914, au déclenchement de la Première Guerre mondiale, les principales défenses d'artillerie de Gibraltar étaient quatorze canons de 9,2 pouces et quatorze canons de 6 pouces exploités par la Royal Garrison Artillery (en). Les défenses terrestres de la colonie étaient constituées de deux bataillons d'infanterie.

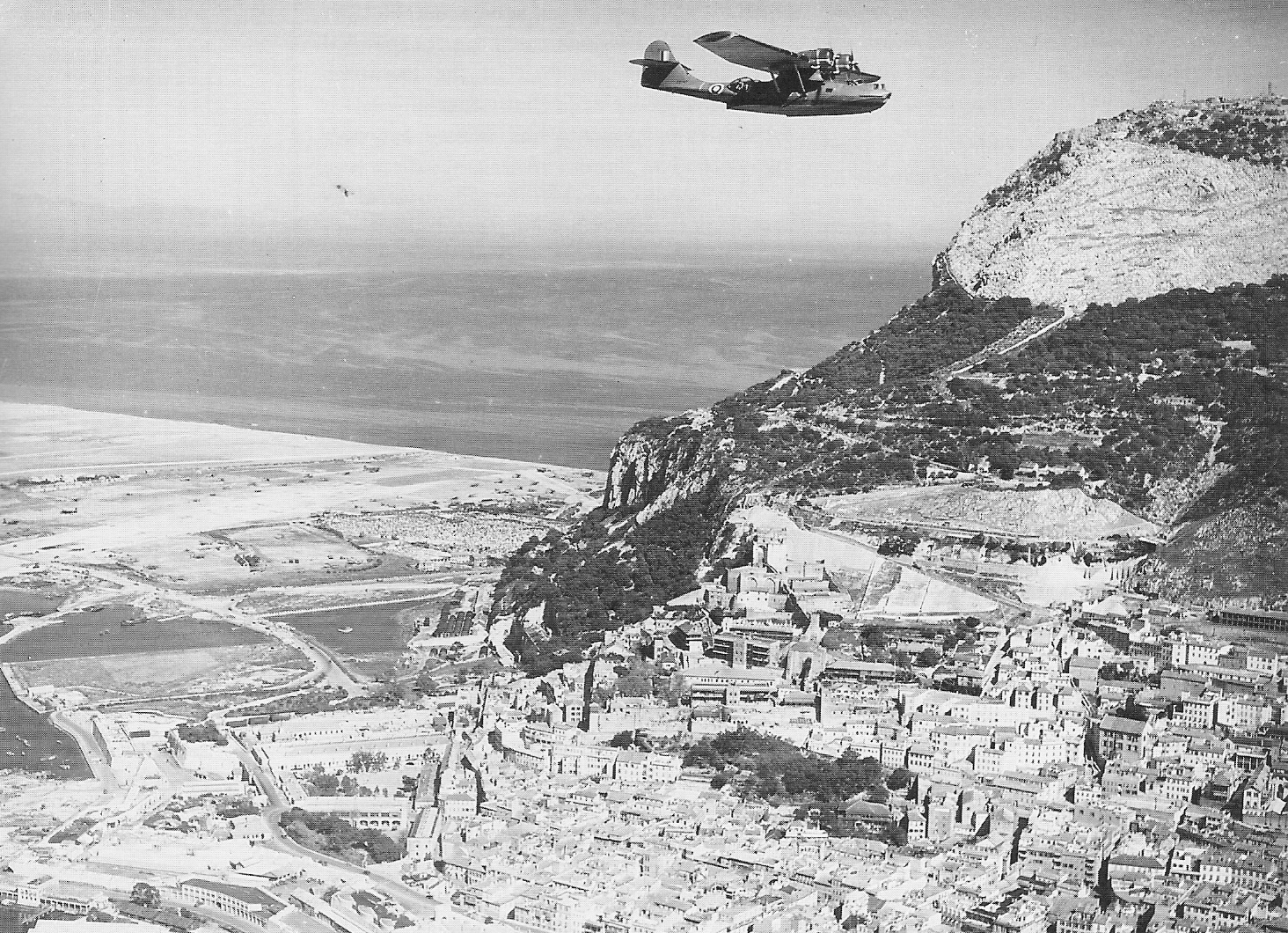
Un hydravion britannique Catalina au-dessus du rocher le 9 mars 1942.

Pendant la Seconde Guerre mondiale, Gibraltar est une importante base maritime des Alliés en Méditerranée. Hitler, lors de l'entrevue d'Hendaye, propose à Franco de s'en emparer mais ce dernier pose des conditions excessives à la participation espagnole à l'opération Félix, ce qui fait capoter le projet.
Le 10 septembre 1967, le gouvernement espagnol ayant soulevé la « question de Gibraltar » devant le Comité des Nations-Unies pour la décolonisation, le Royaume-Uni organise un référendum d'autodétermination dans ce territoire. Le résultat est sans appel : 99,64 % des Gibraltariens expriment leur volonté de rester sous la souveraineté britannique.
Le 6 mai 1968, pour protester contre le résultat du référendum d'autodétermination à Gibraltar le 10 septembre 1967, le gouvernement espagnol ferme la frontière et organise un blocus économique de ce territoire. Seuls sont autorisés à franchir la frontière les Gibraltariens civils qui obtiendront une autorisation en bonne et due forme, et les milliers d'ouvriers espagnols qui travaillent dans la colonie britannique. Ce blocus prendra fin 16 ans plus tard, le 1er janvier 1985 à minuit.
Alors que les chantiers navals et l'activité militaire représentaient les deux tiers de l'économie de Gibraltar à la fin du XXe siècle, ces secteurs ne comptent plus que pour 10 % en 2021. Le territoire s'est en effet depuis tourné vers le tertiaire, notamment la finance, le tourisme, les paris sportifs et les jeux en ligne (les deux derniers secteurs cités comptent à cette date pour 25 % du PIB de Gibraltar et représentent un tiers de cette industrie au niveau mondial).

### Ouvrages
- (en) William G. F. Jackson, The Rock of the Gibraltarians, Associated University Presses, 1986 (ISBN 0-8386-3237-8)

1. ↑  p. 20
2. 1 2  p. 22
3. ↑  p. 21-25
4. ↑  p. 28
5. ↑  p. 34-35
6. ↑  p. 38
7. ↑  p. 39-40
8. ↑  p. 41
9. ↑  p. 42
10. ↑  p. 44
11. ↑  p. 46
12. ↑  p. 47
13. ↑  p. 49
14. ↑  p. 51
15. ↑  p. 52-53
16. ↑  p. 55
17. ↑  p. 56
18. ↑  p. 57-5822
19. ↑  p. 63
20. ↑  p. 65
21. ↑  p. 66
22. ↑  p. 67
23. ↑  p. 70
24. 1 2  p. 72
25. ↑  p. 73
26. ↑  p. 75
27. ↑  p. 78
28. ↑  p. 80
29. 1 2  p. 81
30. ↑  p. 82
31. ↑  p. 84
32. ↑  p. 86
33. ↑  p. 92-93
34. ↑  p. 94
35. ↑  p. 96-98
36. ↑  p. 102
37. ↑  p. 106
38. ↑  p. 109
39. ↑  p. 111
40. ↑  p. 113
41. ↑  p. 114
42. ↑  p. 113, 333-334